# La famiglia (film)
La famiglia is een Italiaans-Franse dramafilm uit 1987 onder regie van Ettore Scola.

## Verhaal
De film is een portret van een Italiaanse familie gezien door de ogen van Carlo, een geëmeriteerd hoogleraar en de laatste familiepatriarch. Het verhaal begint met de doop van Carlo rond de vorige eeuwwisseling en eindigt op zijn tachtigste verjaardag in de jaren 80. Behalve de familiehistorie komt ook de Italiaanse geschiedenis van de twintigste eeuw aan bod. De gehele film speelt zich af in het huis van Carlo.

## Rolverdeling
| Acteur             | Personage                  |
| ------------------ | -------------------------- |
| Emanuele Lamaro    | Carlo als kind             |
| Andrea Occhipinti  | Carlo als jongeman         |
| Vittorio Gassman   | Carlo / Carlo's grootvader |
| Cecilia Dazzi      | Beatrice als meisje        |
| Stefania Sandrelli | Beatrice                   |
| Jo Champa          | Adriana als jonge vrouw    |
| Fanny Ardant       | Adriana                    |
| Joska Versari      | Giulio als kind            |
| Alberto Gimignani  | Giulio als jongen          |
| Massimo Dapporto   | Giulio als jongeman        |
| Carlo Dapporto     | Giulio als man             |
| Consuelo Pascali   | Adelina als kind           |
| Ilaria Stuppia     | Adelina als meisje         |
| Ottavia Piccolo    | Adelina                    |
| Athina Cenci       | Tante Margherita           |